# Maculinea emutata
Maculinea emutata är en fjärilsart som beskrevs av Marschner 1909. Maculinea emutata ingår i släktet Maculinea och familjen juvelvingar. Inga underarter finns listade i Catalogue of Life.